# Полет 110 на „Аеромексико“
Полет 110 на „Аеромексико“ е редовен вътрешен пътнически полет от международното летище „Акапулко“, Акапулко, до международното летище „Гуадалахара“, Гуадалахара, Мексико, управляван от „Аеромексико“. На 8 ноември 1981 г. самолетът „Макдонал Дъглас DC-9-32“, който обслужва полета, претърпява декомпресия в кабината на височина от 9400 м и капитанът докладва на контрола на въздушното движение за проблема на борда, след което поисква да се върне в Акапулко за аварийно кацане. Самолетът започва аварийно снижаване, но на 1800 м се разбива в планините Сиера де Гереро близо до Сиуатанехо и убива всички 18 души на борда.
Разследването установява, че екипажът не спазва аварийните процедури в този случай, но не успява да посочи точната причина за разхерметизацията в кабината.